# Wilhelm Sebastian

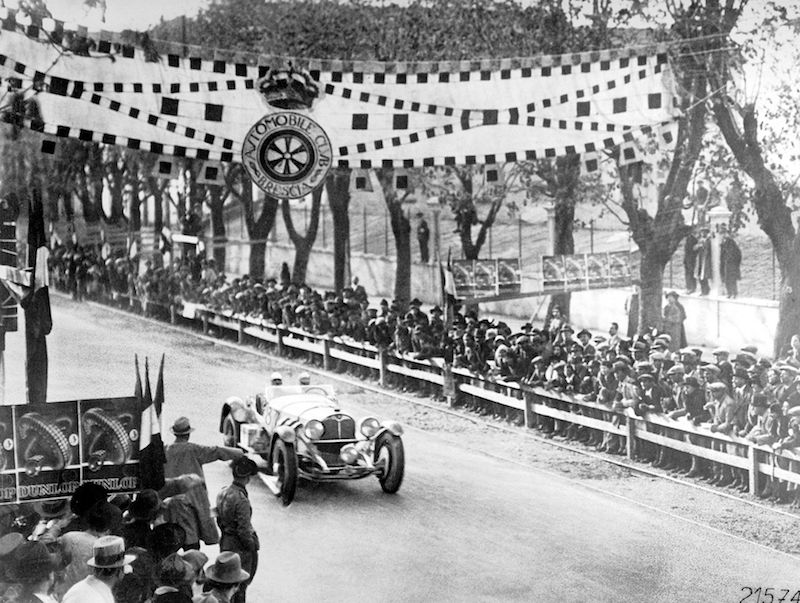
Rudolf Caracciola und Wilhelm Sebastian bei ihrem Sieg bei der Mille Miglia 1931

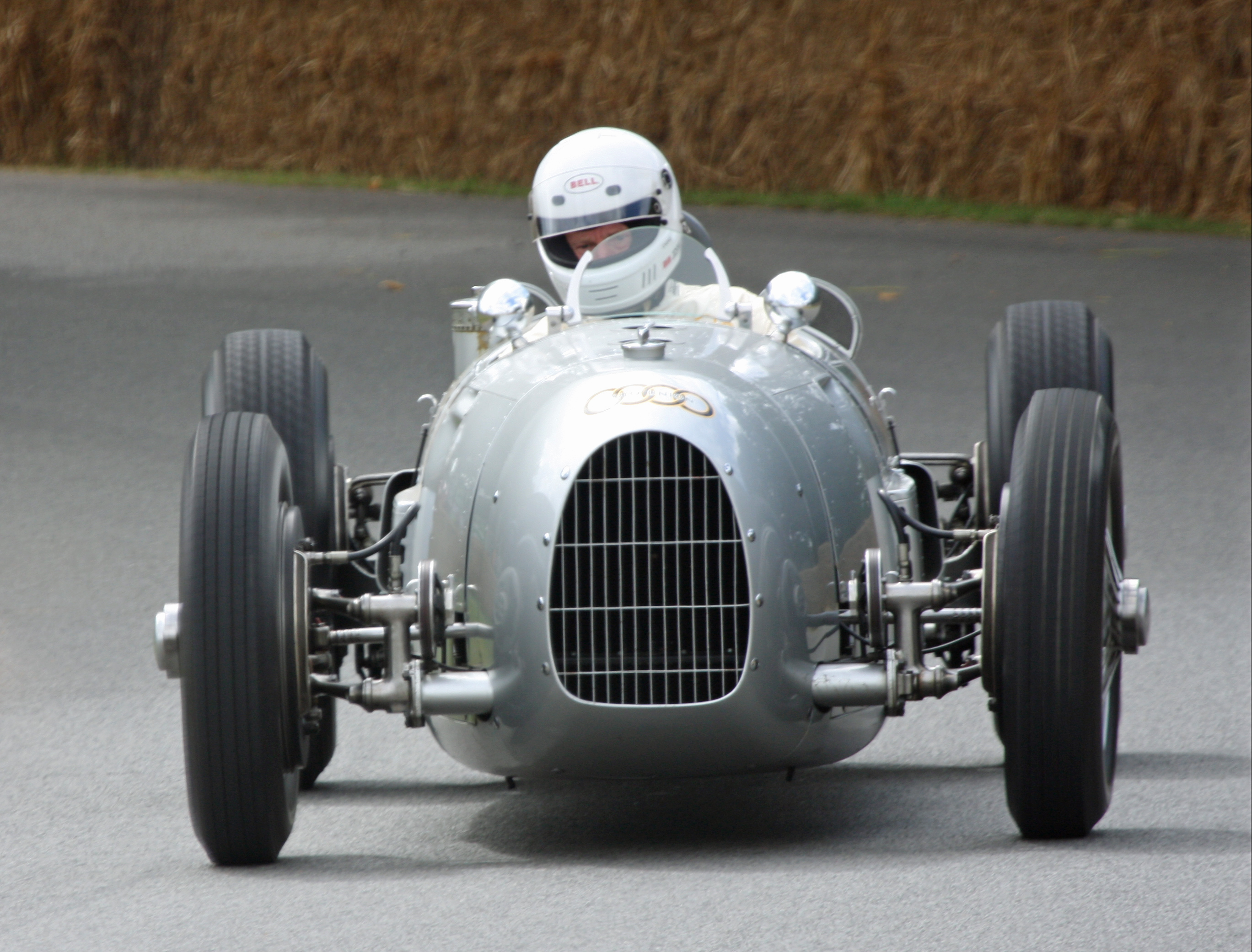
Ein Auto Union Typ A wie ihn Wilhelm Sebastian 1934 pilotierte

Wilhelm Sebastian (* 17. Januar 1903 in Mannheim; † 30. Oktober 1978 Weinheim) war ein deutscher Automobilrennfahrer und Rennmechaniker.

## Karriere
Der Benz-Mitarbeiter Wilhelm Sebastian nahm in den 1920er bei verschiedenen Rennen als Beifahrer von Willy Walb teil. Sie gewannen zusammen 1924 das Königstuhl-Bergrennen auf dem Mittelmotor-Sportwagen Benz RH und belegten am 15. Juli 1928 beim Großen Preis von Deutschland auf dem Nürburgring mit einem Mercedes-Benz SS den 3. Platz.
Am 14. Juli 1929 war Wilhelm Sebastian beim Großen Preis der Nationen auf dem Nürburgring Beifahrer von August Momberger und Max von Arco-Zinneberg. Sie gewannen mit einem Mercedes-Benz SSK die Sportwagenklasse über 3-Liter und wurden Gesamtdritte.
Wilhelm Sebastian gewann im Jahr 1931 als Beifahrer und Mechaniker von Rudolf Caracciola die Mille Miglia in Italien. Das deutsche Duo setzte sich auf einem Mercedes-Benz SSKL als erste Nicht-Italiener in der Geschichte des Rennens durch, obwohl es aufgrund der Weltwirtschaftskrise kaum von Mercedes-Benz unterstützt werden und somit für das 1000-Meilen-Rennen auf öffentlichen Straßen nicht trainieren konnte.
Am 19. Juli 1931 gewannen Rudolf Caracciola und Wilhelm Sebastian den Großen Preis von Deutschland auf dem Nürburgring, ebenfalls mit einem Mercedes-Benz SSKL. Bei dem Rennen wurde an diesem Fahrzeug auch zum ersten Mal bei Mercedes-Benz der "Schnellwagenheber" eingesetzt, den Wilhelm Sebastian zusammen mit Willy Walb entwickelt hatte. Der Einsatz dieses Wagenhebers war mit entscheidend für den Sieg, da dadurch knapp 1 Minute beim Reifenwechsel eingespart werden konnte. Möglicherweise wurden Wilhelm Sebastian und Willy Walb von Bugatti inspiriert, die solch einen Wagenheber im Monat davor beim Großen Preis von Frankreich verwendet hatten.
Zur Saison 1934 trat er im neu geschaffenen Auto-Union-Werksteam unter Rennleiter Willy Walb zusammen mit August Momberger in der Grand-Prix-Europameisterschaft als Reservefahrer an. Die Stammpiloten hießen Hans Stuck und Hermann zu Leiningen. Sebastian startete auf Typ A bei der Coppa Acerbo in Pescara, beim Großen Preis von Italien auf der Hochgeschwindigkeitsbahn im Königlichen Park von Monza und beim Großen Preis der Tschechoslowakei auf dem Masaryk-Ring nahe Brünn.
Ende August in Pescara vertrat Wilhelm Sebastian den erkrankten August Momberger und wurde gemeinsam mit Stammfahrer Stuck, der seinen Wagen zwischenzeitlich mit Kolbenschaden abstellen musste und Sebastians Fahrzeug übernahm, Fünfter. Am 9. September wurde er gemeinsam mit Momberger in Monza Siebenter. Drei Wochen später vertrat Sebastian den an einer Arthritis leidenden Momberger in Brünn und wurde ebenfalls Siebenter, dies war der letzte Grand Prix seiner Karriere. Am Saisonende trat er vom Rennsport zurück, da er sich nicht für schnell genug für die Europameisterschaft hielt.
Danach war Wilhelm Sebastian als Chefmechaniker im Rennteam der Zwickauer Auto Union AG aktiv, in dem sein Bruder Ludwig als Mechaniker fungierte. Dieser arbeitete zuerst für Bernd Rosemeyer und später für Tazio Nuvolari.
Kurz vor Rosemeyers tödlichem Unglück am 28. Januar 1938 auf der Reichsautobahn Frankfurt–Darmstadt riet Sebastian diesem noch von den Rekordfahrten ab. Rosemeyer versicherte ihm, dass er das Risiko einschätzen könne.

„Lass’ doch den Scheiss, diese blöden Rekordfahrten, wir brauchen dich doch für die Rennsaison. – Du kannst versichert sein, ich merke es alleine, wenn es nicht geht. Ich will nur noch mal rantasten.“

Wilhelm Sebastian starb am 30. Oktober 1978 im Alter von 75 Jahren in Weinheim.

## Vorkriegs-Grand-Prix-Ergebnisse
| Saison | Team          | Wagen            | 1 | 2 | 3   | 4 | 5    | 6 |
| ------ | ------------- | ---------------- | - | - | --- | - | ---- | - |
| 1934   | Auto Union AG | Auto Union Typ A |   |   |     |   |      |   |
| 1934   | Auto Union AG | Auto Union Typ A |   |   | DNS |   | 7. 1 |   |

| Legende  | Legende                                                                   | Legende                                                                   |           |
| Farbe    | Bedeutung                                                                 | Bedeutung                                                                 | EM-Punkte |
| -------- | ------------------------------------------------------------------------- | ------------------------------------------------------------------------- | --------- |
| Gold     | Sieg                                                                      | Sieg                                                                      | 1         |
| Silber   | 2. Platz                                                                  | 2. Platz                                                                  | 2         |
| Bronze   | 3. Platz                                                                  | 3. Platz                                                                  | 3         |
| Grün     | Klassifiziert, mehr als 75% der Renndistanz zurückgelegt                  | Klassifiziert, mehr als 75% der Renndistanz zurückgelegt                  | 4         |
| Blau     | nicht punkteberechtigt, zwischen 50% und 75% der Renndistanz zurückgelegt | nicht punkteberechtigt, zwischen 50% und 75% der Renndistanz zurückgelegt | 5         |
| Violett  | nicht punkteberechtigt, zwischen 25% und 50% der Renndistanz zurückgelegt | nicht punkteberechtigt, zwischen 25% und 50% der Renndistanz zurückgelegt | 6         |
| Rot      | nicht punkteberechtigt, weniger als 25% der Renndistanz zurückgelegt      | nicht punkteberechtigt, weniger als 25% der Renndistanz zurückgelegt      | 7         |
| Farbe    | Abkürzung                                                                 | Bedeutung                                                                 | EM-Punkte |
| Schwarz  | DSQ                                                                       | disqualifiziert (disqualified)                                            | 8         |
| Weiß     | DNS                                                                       | nicht gestartet (did not start)                                           | 8         |
| Weiß     | DNA                                                                       | nicht erschienen (did not arrive)                                         | 8         |
| sonstige | P/fett                                                                    | Pole-Position                                                             | 8         |
| sonstige | SR/kursiv                                                                 | Schnellste Rennrunde                                                      | 8         |
| sonstige | DNF                                                                       | Rennen nicht beendet (did not finish)                                     | 8         |